# Aleksej Pokuševski
Aleksej Pokuševski (en serbe : Алексеј Покушевски), né le 26 décembre 2001 à Belgrade, est un joueur professionnel serbe de basket-ball. Il mesure 2,13 m et évolue au poste d'ailier fort voire de pivot. 

## Biographie
Il est issu d'une famille originaire de Priština, au Kosovo. En raison de la guerre du Kosovo en 1999, elle se réfugie à Podgorica (actuellement Monténégro), et emménage ensuite à Belgrade.

### Début de carrière
Pokuševski a grandi à Novi Sad, où il commence à jouer au basket-ball pour les clubs locaux, KK Kadet et KK NS Stars. En 2015, il rejoint les équipes de jeunes de l'Olympiakós. En 2017, il participe au Jordan Brand Classic. En août 2018, il participe au Basketball Without Borders Europe, à Belgrade En février 2019, il participe au NBA All-Star Basketball Without Borders Global Camp, à Charlotte.

### Carrière professionnelle
Le 19 mars 2019, Pokuševski débute en EuroLigue avec l'Olympiakós, lors d'une victoire de 89 à 69 sur le club allemand du FC Bayern Munich, pendant la saison 2018-2019. Il y enregistre 1 point, 2 rebonds et 1 passe décisive en une minute jouée. Il devient alors le plus jeune joueur d'Olympiakós masculin senior à avoir fait ses débuts en Euroligue. À 17 ans et 83 jours, il remplace Georgios Printezis, qui avait déjà fait ses débuts en Euroligue, à l'âge de 17 ans et 229 jours.
Pour la saison 2019-2020, l'Olympiakós joue en seconde division grecque. Il débute dans huit de ses onze apparitions en seconde division, avec des moyennes de 10,8 points, 7,9 rebonds, 3,1 passes décisives, 1,3 interception et 1,8 contre en 23,1 minutes par match. Il réussit 40,4 % de ses tirs à deux points, 32,1 % de ses tirs à trois points, et 78,3 % de ses lancers francs. Au milieu de la saison, l'équipe principale de l'Olympiakós est diminuée par les blessures et Pokuševski rejoint l'équipe senior. Il joue deux minutes dans son seul match de la saison en EuroLigue, avant la suspension de la saison en raison de la pandémie de Covid-19 en Europe. Le 24 avril 2020, il se déclare pour le draft 2020 de la NBA. Il obtient également le titre de Joueur de l'année et est sélectionné dans la meilleure équipe de la seconde division par Eurobasket.com.
Le 3 avril 2022, Pokuševski réalise son premier triple double en NBA avec 17 points, 10 rebonds et 12 passes.
Souvent blessé, il est coupé par le Thunder le 23 février 2024. Pokuševski signe quelques jours plus tard un contrat avec les Hornets de Charlotte,. Il est de nouveau coupé, à l'été 2024.
Le 20 août 2024, il revient en Europe et s'engage avec le Partizan Belgrade.

## Carrière en équipe nationale
Pokuševski est membre de l'équipe nationale masculine de basket-ball des moins de 17 ans de Serbie ayant participé à la coupe du monde masculine de basket-ball des moins de 17 ans 2018 d'Argentine. En sept matchs de tournoi, il a en moyenne 7,7 points, 8,3 rebonds, 1,6 passe décisive et 3,0 contres par match.
Également, il est membre de l'équipe nationale masculine de basket-ball des moins de 18 ans de Serbie ayant participé au championnat d'Europe des moins de 18 ans de la FIBA 2019, à Volos (Grèce). En sept matchs de tournoi, il a en moyenne 10,0 points, 7,2 rebonds, 3,7 passes décisives, 2,7 interceptions et 4,0 contres par match.

## Palmarès
- Vainqueur de la Ligue adriatique 2025
- Champion de Serbie 2025

## Statistiques

### Professionnelles

#### Saison régulière
| Saison    | Équipe        | Matchs | Titul. | Min./m | % Tir | % 3pts | % LF | Rbds/m. | Pass/m. | Int/m. | Ctr/m. | Pts/m. |
| --------- | ------------- | ------ | ------ | ------ | ----- | ------ | ---- | ------- | ------- | ------ | ------ | ------ |
| 2020-2021 | Oklahoma City | 45     | 28     | 24,2   | 34,1  | 28,0   | 73,8 | 4,70    | 2,20    | 0,40   | 0,90   | 8,20   |
| 2021-2022 | Oklahoma City | 61     | 12     | 20,2   | 40,8  | 28,9   | 70,0 | 5,20    | 2,10    | 0,60   | 0,60   | 7,60   |
| Carrière  | Carrière      | 106    | 40     | 21,9   | 37,6  | 28,5   | 71,7 | 5,00    | 2,20    | 0,60   | 0,80   | 7,80   |

## Records sur une rencontre en NBA
Les records personnels d'Aleksej Pokuševski en NBA sont les suivants, :
| Type de statistique        | Saison régulière | Saison régulière            | Saison régulière |
| Type de statistique        | Record           | Adversaire                  | Date             |
| -------------------------- | ---------------- | --------------------------- | ---------------- |
| Points                     | 29               | Clippers de Los Angeles     | 16 mai 2021      |
| Paniers marqués            | 10               | Clippers de Los Angeles     | 16 mai 2021      |
| Paniers tentés             | 20               | @ Magic d'Orlando           | 20 mars 2022     |
| Paniers à 3 points réussis | 7                | Hornets de Charlotte        | 7 avril 2021     |
| Paniers à 3 points tentés  | 11               | Hornets de Charlotte        | 7 avril 2021     |
| Lancers francs réussis     | 5                | 2 fois                      | 2 fois           |
| Lancers francs tentés      | 7                | @ Spurs de San Antonio      | 16 mars 2022     |
| Rebonds offensifs          | 5                | Grizzlies de Memphis        | 13 mars 2022     |
| Rebonds défensifs          | 12               | @ Celtics de Boston         | 14 novembre 2022 |
| Rebonds totaux             | 15               | @ Heat de Miami             | 18 mars 2022     |
| Passes décisives           | 12               | Suns de Phoenix             | 3 avril 2022     |
| Interceptions              | 4                | Raptors de Toronto          | 9 février 2022   |
| Contres                    | 6                | @ Raptors de Toronto        | 18 avril 2021    |
| Balles perdues             | 7                | Clippers de Los Angeles     | 16 mai 2021      |
| Minutes jouées             | 41               | @ Trail Blazers de Portland | 28 mars 2022     |

- Double-double : 9
- Triple-double : 1

Dernière mise à jour : 10 décembre 2022